# Оптичні властивості мінералів
Оптичні властивості мінералів.
Суть оптичних властивостей мінералів полягає в тому, що промінь, падаючи на поверхню мінералу, частково відбивається, заломлюється, розсіюється або поглинається. Оптичні властивості виявляються через світлозаломлення, світловідбиття, світлорозсіювання і світлопоглинання. З ними пов'язані забарвлення мінералів і явище люмінесценції. На оптичних властивостях ґрунтується методика вивчення мінералів під мікроскопом.
Світлозаломлення є результатом зміни напрямку світлового променя при проходженні його через мінерал, що зумовлено різною швидкістю поширення світла в повітрі та інших середовищах. Особливості світлозаломлення мінералів виражаються через допоміжну поверхню — оптичну індикатрису, яка має різну форму. Розмір кожного радіуса-вектора індикатриси являє собою показник заломлення (n) кристалу для тих хвиль, коливання яких відбувається в напрямку цього вектора. Для однорідно-аморфних мінералів і мінералів кубічної сингонії індикатриса має форму кулі, оскільки всі радіуси-вектори є однаковими. Такі мінерали називаються оптично ізотропними; для них характерний лише один показник заломлення.
У мінералах інших сингоній показники заломлення змінюються зі зміною напрямку світлового променя, тому такі мінерали називаються оптично анізотропними.
Для мінералів, які кристалізуються у тетрагональній, тригональній і гексагональній сингоніях, оптична індикатриса — це еліпсоїд обертання, вісь якого є оптичною віссю. Перпендикулярно до осі розміщується круговий перетин. Це означає, що промінь, який проходить у напрямку оптичної осі, не має подвійного заломлення, і коливання світлового променя поширюються перпендикулярно до світлової нормалі у всіх напрямках однаково. Оптична вісь збігається з осями симетрії третього, четвертого або шостого порядку. Мінерали цих сингоній в оптичному відношення є одновісними. Показники заломлення змінюються в них від деякого максимального показника (ng) до мінімального (np).
Оптично одновісні мінерали, в яких у круговому перетині лежить найменший показник заломлення (np), називаються додатними. Якщо ж у круговому перетині лежить найбільший показник (ng), мінерали мають назву від'ємних.
Індикатриси мінералів, які кристалізуються в ромбічній, моноклінній і триклінній сингоніях, мають вигляд тривісних еліпсоїдів. Осі цих еліпсоїдів за значенням відповідають трьом показникам заломлення (ng), (nm), (np). У тривісних еліпсоїдах є два кругові перетини, перпендикулярно до яких проходять дві оптичні осі. Отже, мінерали ромбічної, моноклінної і триклінної сингоній оптично двовісні.
Кут, який утворюють оптичні осі, позначається 2V. Залежно від того, яким напрямкам в оптичній індикатрисі відповідають найбільший (ng), середній (nm) і найменший (np) показники заломлення, розрізняють оптично додатні і оптично від'ємні мінерали. В оптично додатних мінералах найбільший показник заломлення (ng) відповідає положенню бісектриси гострого кута між оптичними осями. Якщо цьому положенню відповідає найменший показник, то мінерали оптично від'ємні.
Світловідбиття є результатом відбиття частини світлового променя, який упав на поверхню мінералу. Властивість мінералу відбивати певну кількість світла, яке на нього падає, є оптичною константою і називається відбивною здатністю. Відбивну здатність визначають методами фотометрування. Вона дорівнює відношенню інтенсивності світла, відбитого площиною мінералу, до інтенсивності світла, яке падає на цю площину. Числове значення відбивної здатності називають показником відбиття мінералу.
Показник відбиття виражається в процентах, причому інтенсивність світла, яке падає, приймається за 100 %. Значення показника відбиття мінералів коливається від 1 до 90 % і більше. Найвищий показник відбиття має самородне срібло — 95 %. Однак для більшості мінералів показник відбиття становить 10-15 %.
Однією з форм світловідбиття та світлозаломлення мінералів є їх блиск, який визначається показником відбиття та показником заломлення. Кількісну характеристику блиску залежно від цих величин дав Д. П. Григор'єв. Розрізняють блиски: скляний, алмазний, напівметалічний і металічний.
Світлопоглинання визначається показником поглинання світла, за величиною якого всі мінерали діляться на прозорі, напівпрозорі і непрозорі. Показник поглинання для прозорих мінералів дорівнює нулю або близький до нього.
Забарвлення мінералів. Забарвлення (колір, барва) — фізична властивість мінералів, яка є наслідком взаємодії видимого діапазону електромагнітного спектра випромінювання (видимого світла) з речовиною і сприймається почуттями відповідно до фізіологічних особливостей зору людей. Багато мінералів характеризуються порівняно сталими кольорами (напр., зелений малахіт, червона кіновар, рожевий родоніт, оранжево-червоний крокоїт тощо). Водночас для природних мінералів характерне явище поліхромії (поліхромності), коли один і той же мінеральний вид має кілька колірних різновидів, забарвлених різними хромофорами. Так, діопсид може мати зелене, жовте, рожеве, малинове й бузкове забарвлення. Нерідко мінеральні індивіди характеризується зональним або секторіальним розподілом забарвлення — поліхроїзм (кварц, топаз, турмалін, піроксени тощо).
Природа забарвлення мінералів досить складна. О. Є. Ферсман запропонував систематику забарвлення мінералів, яка у дещо модернізованому виді виглядає так:
- 1) ідіохроматичне (власне) забарвлення, обумовлене наявністю в складі мінералу видоутворювальних хромофорних йонів або фундаментальними особливостями певних хімічних класів мінералів з металевими й ковалентно-металевими зв'язками;
- 2) алохроматичне (чуже) забарвлення, пов'язане з наявністю в мінералах домішкових йонів перехідних металів (хромофорів) чи механічних домішок інших забарвлених мінеральних фаз і
- 3) псевдохроматичне забарвлення, спричинене колірними ефектами, пов'язаними з явищами фізичної оптики. Ця систематика широко використовується в мінералогії.